# 여수 손죽도 이대원 사당
여수 손죽도 이대원 사당(麗水 巽竹島 李大源 祠堂)은 대한민국 전라남도 여수시 삼산면, 여수 손죽도에 있는 조선시대의 사당이다. 2003년 5월 27일 전라남도의 문화재자료 제239호로 지정되었다.

## 개요
여수 손죽도 사당은 임진왜란 5년 전인 1587년에 침입한 왜구를 당시 녹도수군만호진의 책임자였던 이대원(李大源, 1566∼1587)수군만호가 격전을 벌이다 왜적을 물리치고 전사한 곳으로 섬 주민들에 의해 세워진 사당이다. 1919년과 1923년에 중수를 거쳐 1983년 마을 주민의 정성으로 현재 사당 건물을 중창하여 이때부터 충렬사라 하였다.
이대원 장군의 행적을 통하여 국난을 극복한 역사적 현장이고 육지부에 멀리 떨어진 섬 지방의 호국유적지로서 선현 현창의 의미를 살려 역사성과 장소성에서 가치가 있다.

## 같이 보기
- 이대원
- 손죽도

## 참고 문헌
- 여수 손죽도이대원사당 - 국가유산청 국가유산포털